# کلیدهای تولسا
کلیدهای تولسا (به انگلیسی: Keys to Tulsa) فیلمی محصول سال ۱۹۹۷ و به کارگردانی لزلی گریف است. در این فیلم بازیگرانی همچون اریک استولتس، کامرون دیاز، رندی گراف، مری تایلر مور، جیمز کابرن، دبورا کارا آنگر، مایکل روکر، پیتر اشتراوس، جوانا گوئینگ، جیمز اسپیدر و مارکو پرلا ایفای نقش کرده‌اند.